# Ernst von Waldenfels
Ernst Freiherr von Waldenfels (* 1963 in Jülich) ist ein deutscher Journalist, Autor, Übersetzer und Herausgeber. Bekannt wurde er durch Biografien über historische Persönlichkeiten sowie durch Reportagen aus Russland und der Mongolei.

## Leben
Waldenfels wurde 1963 in Jülich geboren. Er wuchs in Saarbrücken und in Schönau bei Heidelberg auf und legte sein Abitur am Kurfürst-Friedrich-Gymnasium Heidelberg ab.
Nach abgebrochenem Studium der Sinologie arbeitete er ab den 1990er Jahren als freier Journalist mit Schwerpunkt Russland in Berlin; ab 2004 lebte und berichtete er mehrere Jahre aus der Mongolei. Seit 2011 lebt er wieder im Raum Heidelberg.
Waldenfels entstammt dem fränkisch-oberpfälzischen Adelsgeschlecht Waldenfels. Sein Vater Wilhelm von Waldenfels (1932–2021) war Mathematiker und Professor an der Universität Heidelberg. Der Schriftsteller Rudolf von Waldenfels (* 1965), der Slawist Ruprecht von Waldenfels (* 1973) sowie die Regisseurin Walburg von Waldenfels (1960–2000) sind seine Geschwister.

## Werk

### Monografien und Herausgaben (Auswahl)
- Der Spion, der aus Deutschland kam. Das geheime Leben des Seemanns Richard Krebs. Aufbau-Verlag, Berlin 2002, ISBN 3-351-02538-6.[2]
- Nikolai Roerich. Kunst, Macht und Okkultismus. Biografie. Osburg Verlag, Berlin 2011, ISBN 978-3-940731-71-5.[3]
- (Hrsg.) Mein zerrissenes Vaterland. Erinnerungen von Otto Freiherr von Waldenfels. Osburg Verlag, Hamburg 2022, ISBN 978-3-95510-296-8.[4]
- (Hrsg.) Auf immer gezeichnet. Frauen in Kriegen und Katastrophen. Osburg Verlag, Berlin 2022, ISBN 978-3-95510-279-1.

### Beiträge (Auswahl)
- „Jan Valtin (Richard Krebs)“. In: Heinz Ludwig Arnold (Hrsg.): Deutschsprachige Exilliteratur seit 1933. Bd. 3/2, K. G. Saur, München 2000, S. 577–600.[5]

### Reiseführer (Mitautor)
- Marion Wisotzki, Ernst von Waldenfels, Erna Käppeli: Mongolei. Unterwegs im Land der Nomaden. Trescher Verlag, Berlin, div. Auflagen.[6]

## Rezeption
Die Biografie Der Spion, der aus Deutschland kam (2002) wurde von der Presse als differenzierter Beitrag zur Erforschung der Figur Richard Krebs alias Jan Valtin gewürdigt.
Die Roerich-Biografie (2011) wurde im deutschsprachigen Feuilleton besprochen. Der Tagesspiegel nannte Roerich einen „Höchststapler“ und hob die Verbindung von Kunst, Politik und Okkultismus hervor. Das International Centre of the Roerichs kritisierte das Werk hingegen als verzerrend und methodisch unsauber.
Der Sammelband Auf immer gezeichnet (2022) wurde in Literaturportalen wegen seines nüchternen Zugangs zu Frauenschicksalen in Kriegen positiv hervorgehoben.